# Sarah Ayton
Sarah Lianne Ayton, OBE (* 9. April 1980 in Ashford) ist eine ehemalige britische Seglerin.

## Erfolge
Sarah Ayton nahm in der Bootsklasse Yngling zweimal an Olympischen Spielen teil. Bei den Olympischen Spielen 2004 in Athen wurde sie sogleich Olympiasiegerin, als sie mit Sarah Webb als Crewmitglied von Rudergängerin Shirley Robertson den ersten Platz belegte. Nach zehn von elf Wettfahrten standen sie bereits vorzeitig als Sieger fest und beendeten die Regatta mit 39 Gesamtpunkten vor dem ukrainischen und dem dänischen Boot. Auch 2008 in Peking sicherte sich Ayton die Goldmedaille. Sie fungierte dieses Mal als Rudergängerin, während Pippa Wilson die Crew um Ayton und Webb komplettierte. Dank 24 Punkten wurden sie vor den Niederländerinnen und den Griechinnen Erste. 2007 in Cascais und 2008 in Miami gelang Webb, Ayton und Wilson der Titelgewinn bei den Weltmeisterschaften, 2008 wurden sie zudem gemeinsam Europameister.
Nachdem Ayton für ihren Olympiaerfolg 2004 bereits zum Member des Order of the British Empire ernannt worden war, erhielt sie Ende 2008 das Offizierskreuz. 2015 zeichnete der Weltverband World Sailing Ayton als Weltseglerin des Jahres aus. Sie war mit dem Windsurfer Nick Dempsey verheiratet. Die beiden haben zwei Söhne.